# عملیات مارکت گاردن
عملیات مارکت گاردن (به انگلیسی: Market Garden) (۱۷–۲۵ سپتامبر ۱۹۴۴) یکی از عملیات‌های ناموفق نیروهای متفقین در زمان جنگ جهانی دوم در خاک آلمان و هلند بود که بزرگترین عملیات هوابرد تاریخ تا به آن زمان محسوب می‌شد. این عملیات در پی شکست بزرگ آلمان‌ها در نبرد نرماندی و عقب‌نشینی از فرانسه با هدف اتمام کوتاه‌مدت جنگ در اروپا صورت گرفت که با توجه به شکست عملیات، این پروژه متفقین نیز با شکست مواجه شد.